# 哈斯朝鲁
哈斯朝鲁（1966年— ），中国导演，蒙古族。蒙古语中哈斯的意思为玉，朝鲁为石头。

## 生平
1989毕业于内蒙古大学中文系，享受国务院特殊津贴。2006年所拍摄电影《剃头匠》获得第十届上海国际电影节传媒大奖。2009年所拍摄的电影《孟二冬》获第十届长春电影节获最佳导演奖。